# Уголовная традиция
Уголовная (криминальная) традиция — традиция, сформировавшаяся в уголовной (преступной) среде.
Приверженцам уголовной (преступной) традиции характерно активное участие в жизнедеятельности «воровского сообщества»; проживание на материальные средства, добытые преступным путём; пропаганда «воровских» обычаев и традиций, а также преступного образа жизни; обязательность держать слово не только перед «братвой», но и уголовно-преступным миром; организация сбора «общаковых» средств и контроль за их использованием; опека и помощь заключённым под стражу и осуждённым, так называемым «бродягам» и «честным арестантам»; соблюдение решений «сходок»; требовательность к «братве» и контроль за их исполнительностью; организация противодействия государственным органам.

## История развития
Благодаря существованию самой преступной среды, особенно в местах лишения свободы, уголовные традиции передаются из поколения к поколению, при этом также отмечается, что осуждённые не только поддерживают уголовные традиции, но и заинтересованы в увеличении количества их приверженцев. Со слов одного из рецидивистов:

«У него пятая ходка и он хорошо знает обычаи. Ты, говорит, попал в преступный мир, то есть в волчью стаю, и вой по-волчьи. Запомни, не опускай уши, а то откусят… Обыгрывай в карты, а зеки такого лоха заставят за тебя работать…» Более того, известны случаи нежелания отдельных наиболее преданных воровской «идее» преступников освобождаться, чему способствует не только отсутствие на свободе каких-либо полезных социальных связей, но и искреннее стремление воспитать молодежь на уголовных традициях (таким был известный вор по кличке «Бриллиант»)
Отдельные советские криминалисты, в частности, С. Я. Лебедев, считали, что уголовные традиции и их роль недостаточно изучены, но именно они служат предпосылкой воспроизводства преступного профессионализма.
Все уголовные традиции, особенно в воспитательных и исправительных учреждениях, обрастают мифами. Это облегчает их передачу из поколения в поколение правонарушителей. В подростковых камерах «малолетках» уже существует тюремная мифология, законы воровской блатной жизни, целая огромная система, в кᴏᴛᴏрой нужно научиться жить и выживать.
Любая традиция обставляется ритуалами. Ритуалы чаще всего связываются с религиозной верой, рассматриваются как совокупность обрядов, сопровождающих религиозный акт, и являющихся его внешним отражением. Этот признак присущ ритуалам и уголовной субкультуры. В уголовной субкультуре ритуал выступает как церемониал, сопровождающий традицию.
В разные исторические периоды, на разных территориях сила и степень влияния уголовных традиций на деятельность государственных и хозяйственных органов отличалась. Так например, в 1992—1993 годах государственная власть в Грузии была настолько подвержена и склонна к уголовным традициям, что даже предпринимались попытки упразднения Министерства внутренних дел как государственного органа.
Часто в криминологической литературе уголовные традиции, модели поведения и нравы, стереотипы преступной среды называют «преступной субкультурой». Первыми зарубежными криминологами, исследовавшими явления, связанные с уголовными (преступными) традициями, являлись А. Коэн и его последователи Р. Клоуард и Л. Олин.

## Категории населения, подверженные уголовным традициям
Традиции имеют неперсонифицированный характер, поэтому подростки и юноши легче подчиняются им, чем прямым указаниям, исходящим от конкретных лиц. Нормы жизни групп, в которых проявляется воля их членов, чаще всего принимают форму традиций. Ввиду того, что в традициях отсутствует персонификация, подросткам легче им подчиняться, чем конкретному человеку. На этом фоне особую опасность представляют уголовные традиции, распространённые в молодёжных преступных группах, особенно в закрытых воспитательных и исправительных учреждениях (в «зоне»).
В преступной среде существуют два вида традиций:
- пришедшие из преступной среды далёкого прошлого и трансформировавшиеся в современные с учётом условий жизни общества и господствующих в нём отношений;
- новые традиции, возникшие и закрепившиеся в преступной среде в современных условиях и не имеющие аналогов в прошлом.

В то же время отмечается преобразование существующих уголовных традиций и появление новых. Причиной этому служат изменения в социальной, экономической, правовой и других сферах.

## Альтернативные мнения
Существует также мнение, что нельзя считать все традиции уголовной среды асоциальными и вредными, в том числе по той причине, что некоторые из традиций в камерах следственного изолятора способствуют гигиене и поддержанию санитарных норм.